# Matsudaira Harusato

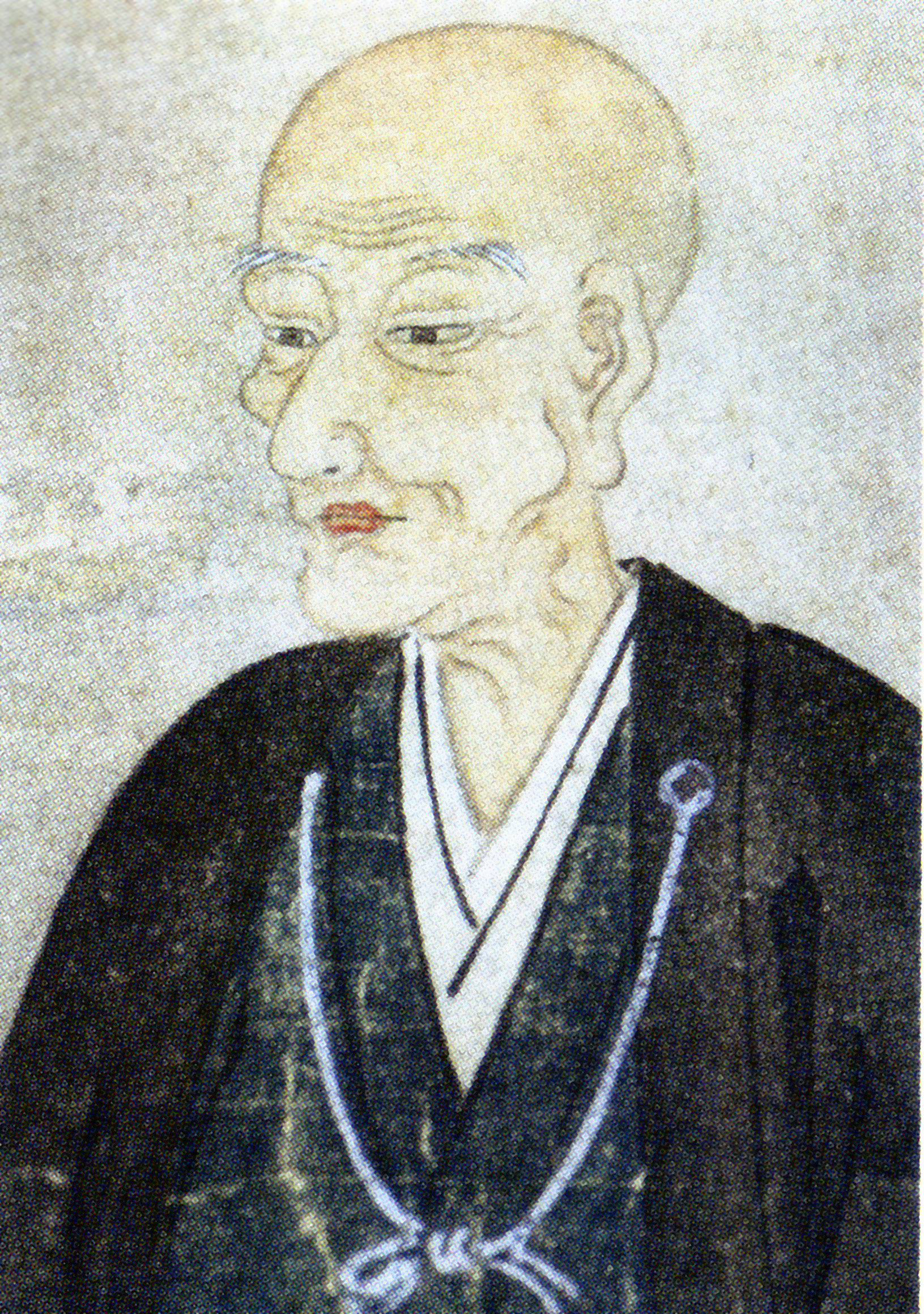
Matsudaira Harusato (Fumai).

Matsudaira Harusato est un nom japonais traditionnel ; le nom de famille (ou le nom d'école), Matsudaira, précède donc le prénom (ou le nom d'artiste).
Matsudaira Harusato (松平 治郷, 1751-1818) est un daimyo du milieu de l'époque d'Edo, seigneur du domaine de Matsue. Il est renommé comme maître de thé sous le nom Matsudaira Fumai (松平 不昧).

## Biographie
Harusato naît en 1751 à la résidence des Matsudaira à Edo (actuelle Tokyo), second fils de Matsudaira Munenobu, alors seigneur du domaine de Matsue.
Harusato succède à son père, Munenobu, quand celui-ci, seigneur à la 6e génération du fief, se retire au cours de la 6e année de l'ère Meiwa (1769). À cette époque, en grande partie à cause des contributions ordonnées par le bakufu pour la réparation du temple Enryaku-ji, le fief est réduit à la pauvreté. Avec le soutien d'Asahi Tamba, chef de ses obligés, Harusato inverse rapidement la situation en augmentant la production des principaux produits du domaine et en sécurisant la zone des rizières en mettant en œuvre des mesures de promotion contre les inondations. Ces efforts sont couronnés de succès et le fief d'Izumo Matsue est parmi les plus rapides à accomplir les réformes.

## Maître de thé
En ce qui concerne l'histoire du chanoyu, avec la venue de l'ère Tokugawa en 1615, la mode des samouraïs qui pratiquent le chanoyu à titre personnel perd de son attrait et la cérémonie du thé perd sa fonction de point focal pour les relations politiques entre les samouraïs. À partir du milieu du XVIIIe siècle cependant, les samouraïs de la vieille garde qui méprisent le chanoyu comme vaine occupation d'hommes indolents sont morts. À cette époque, nombre des daimyos de la nouvelle génération s'élèvent à la position de meneurs dans le développement de la culture urbaine. Matsudaira Harusato est un des plus remarquables parmi eux.
Comme il est très tôt engagé dans sa mission de restauration des finances et du gouvernement de son domaine, Harusato écrit en 1770 un traité intitulé Mudagoto (Paroles inutiles), en opposition apparemment à son obligé principal, Asahi Tamba, qui lui reproche l'utilisation de fonds du domaine pour le chanoyu. Dans le Mudagoto, Harusato écrit : « Faire du chanoyu un luxe, épuiser la beauté pour le rendre magnifique est une chose pénible […], il est préférable d'en faire une aide pour bien gouverner le pays,. »
Son mentor de chanoyu est Isa Kōtaku (1684-1745), disciple d'Ikei Sōetsu, moine de la secte rinzai du bouddhisme zen  (253e abbé du Daitoku-ji à Kyoto, et plus tard fondateur du Kōgen'in à Edo [Tokyo]), lui-même disciple du daimyo et maître de thé Katagiri Sadamasa Sekishū (1605-1673). Il possède également une copie du Nanpōroku (南方録)　de l'enseignement du chanoyu de Sen no Rikyū, qu'il tient d'Arai Itsushō (1726-1804), amateur de thé à Edo dans la tradition chanoyu de Hosokawa Tadaoki (aussi appelé Hosokawa Sansai).

## Source de la traduction
- (en) Cet article est partiellement ou en totalité issu de l’article de Wikipédia en anglais intitulé « Matsudaira Harusato » (voir la liste des auteurs).